# アオミミキジ
アオミミキジ（青耳雉、Crossoptilon auritum）は、キジ目キジ科ミミキジ属に分類される鳥類。別名アオカケイ。

## 分布
中華人民共和国（甘粛省、四川省、青海省、内モンゴル自治区西部）固有種

## 形態
全長90cm。翼長オス28.5-31.4cm、メス28.3-31.1cm。体重オス1.7-2.1kg、メス1.5-1.9kg。頬から後方へ白い羽毛が伸長する。尾羽の枚数は24枚で、中央部2枚の尾羽が伸長し湾曲する。全身は青みがかった灰色の羽毛で被われる。尾羽の色彩は白く、先端は緑色の光沢がある黒。尾羽中央部の2枚は青みがかった灰色。
虹彩は黄褐色。嘴の色彩はピンク色。

## 生態
標高2,400-3,900mの斜面にある森林などに生息する。
食性は雑食で、植物の芽、根などを食べる。
繁殖形態は卵生。4-6月に木の根元や茂みの中に浅い窪みを掘り、1回に5-8回の卵を産む。抱卵期間は26-28日。